# Efelidi
Le efelidi (dal greco ἔϕηλις, composto di ἐπί, epì, «sopra», e ἥλιος, èlios, «sole»), da non confondere con le lentiggini, sono piccole macule (macchie) brune, rotonde o ovali, a superficie piana, non rilevate, non infiltrate. Sono presenti principalmente nelle zone esposte alla luce, soprattutto sul volto.
Non compaiono sulle mucose o sulla pelle non colpita dalla luce. Nella sindrome di Peutz-Jeghers macule simili ad efelidi compaiono in zone dove normalmente le efelidi non sono presenti.
Le efelidi compaiono principalmente nelle persone con capelli rossi o biondi, e negli individui del primo o secondo fototipo.
Cambiano di intensità a seconda della stagione: in estate sono più visibili, mentre si attenuano in inverno. È possibile attenuare l'intensità delle efelidi applicando creme schiarenti e leggeri peeling.

## Natura istologica
Le efelidi sono macule, ovvero delle "macchie" piane e non infiltranti presenti sulla cute. Possono essere presenti in gruppo o come entità singole dal diametro massimo di 2 mm.

### Colore delle efelidi
Il colore delle efelidi è solitamente omogeneo. Esso è dovuto ai cheratinociti basali che sono ricchi di granuli di melanina provenienti da un numero normale di melanociti. In altre parole: nelle efelidi i melanociti rispettano le giuste proporzioni dell'unità epidermico-melanica. In alcuni casi sono presenti anche meno melanociti.

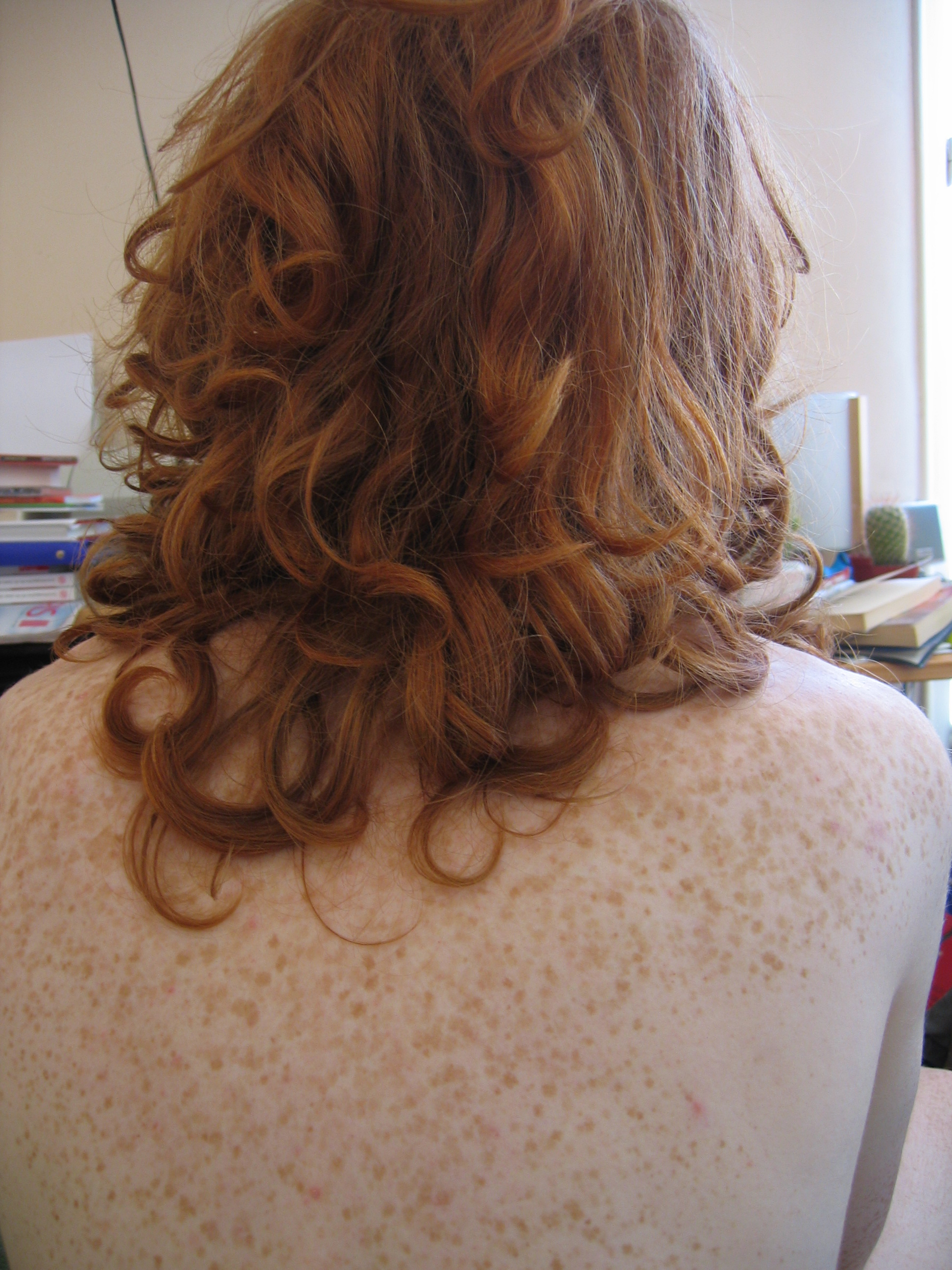
Una delle zone tipiche di comparsa delle efelidi è rappresentata dal dorso

Qualora i melanociti iniziassero a moltiplicare (iperplasia) e a distruggere i rapporti dell'unità epidermico-melanica (1 melanocita ogni 36 cheratinociti) allora si parlerebbe di lentiggine. 
Il resto dell'epidermide presenta un'architettura normale.

#### Ultrastruttura del melanocita

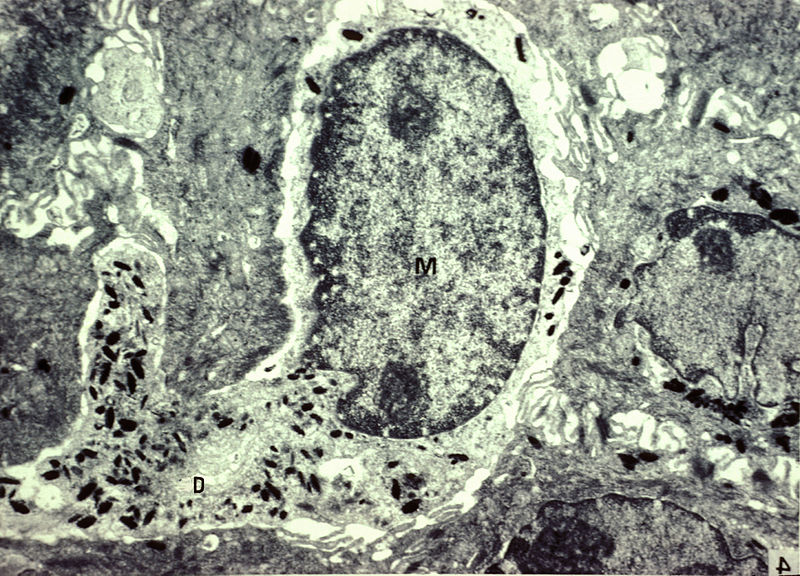
Ultrastruttura di un melanocita di cute caucasoide normale. Nelle efelidi i granuli sono isodimensionali (non ellissoidi) e non striati.

Il melanosoma nell'efelide presenta dei granuli di pre-melanina insolitamente grandi e rotondi. Nella cute normale caucasoide i granuli sono ellissoidi e striati.

## Efelidi e invecchiamento
Le efelidi tendono ad aumentare in numero durante l'adolescenza e nella vita adulta; tendono a diminuire nell'anziano.
A differenza di altre lesioni cutanee, le efelidi non sono soggette al fenomeno di elastosi solare (una manifestazione del fotoinvecchiamento).